# Muziekgebouw aan 't IJ
Muziekgebouw aan 't IJ är ett konserthus i Amsterdam i Nederländerna. Det holländska ordet "Muziekgebouw" betyder på svenska "musikbyggnad". I fråga om akustik anses Muziekgebouw aan 't IJ vara ett av de tre bästa konserthusen i världen.

## Bildgalleri

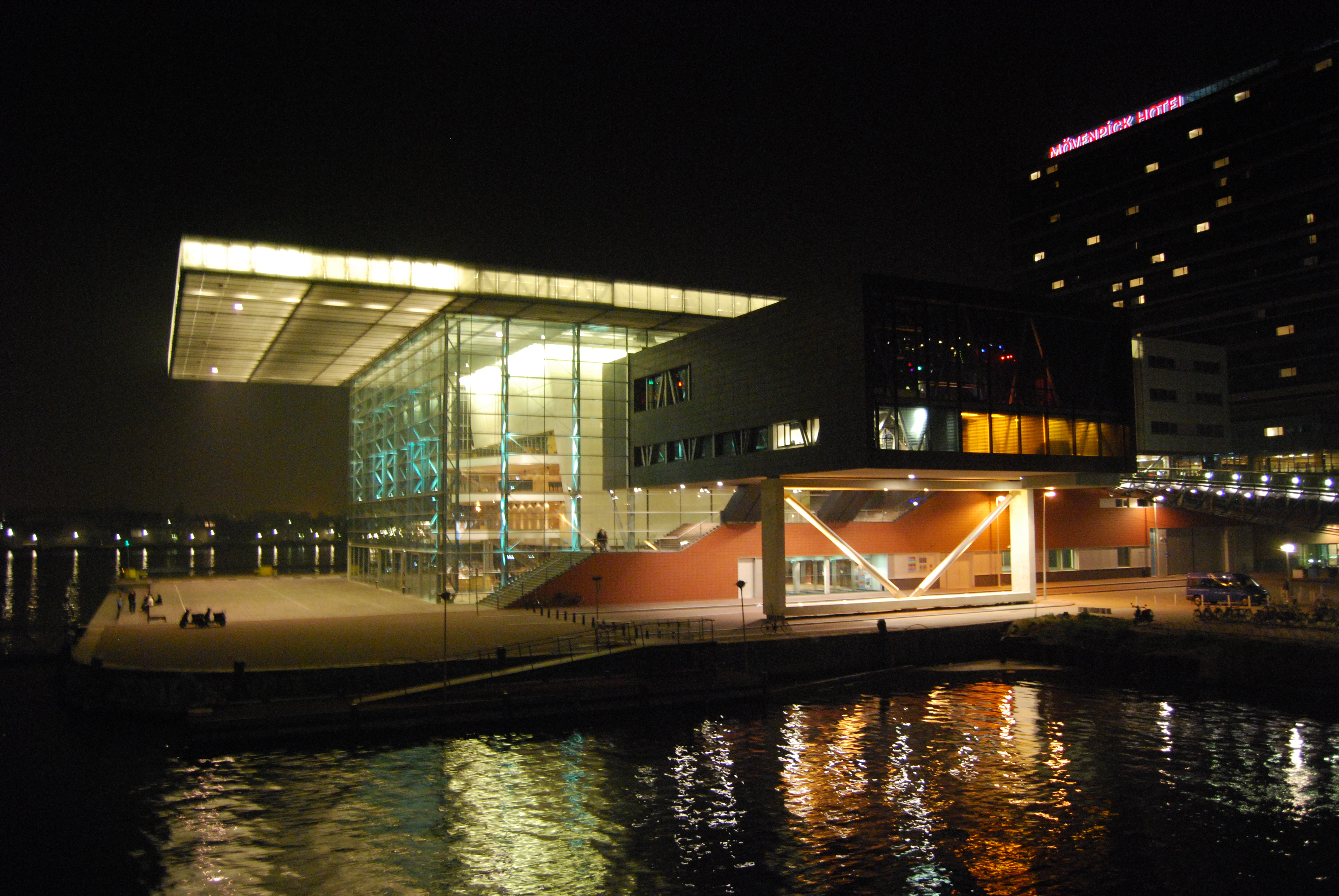
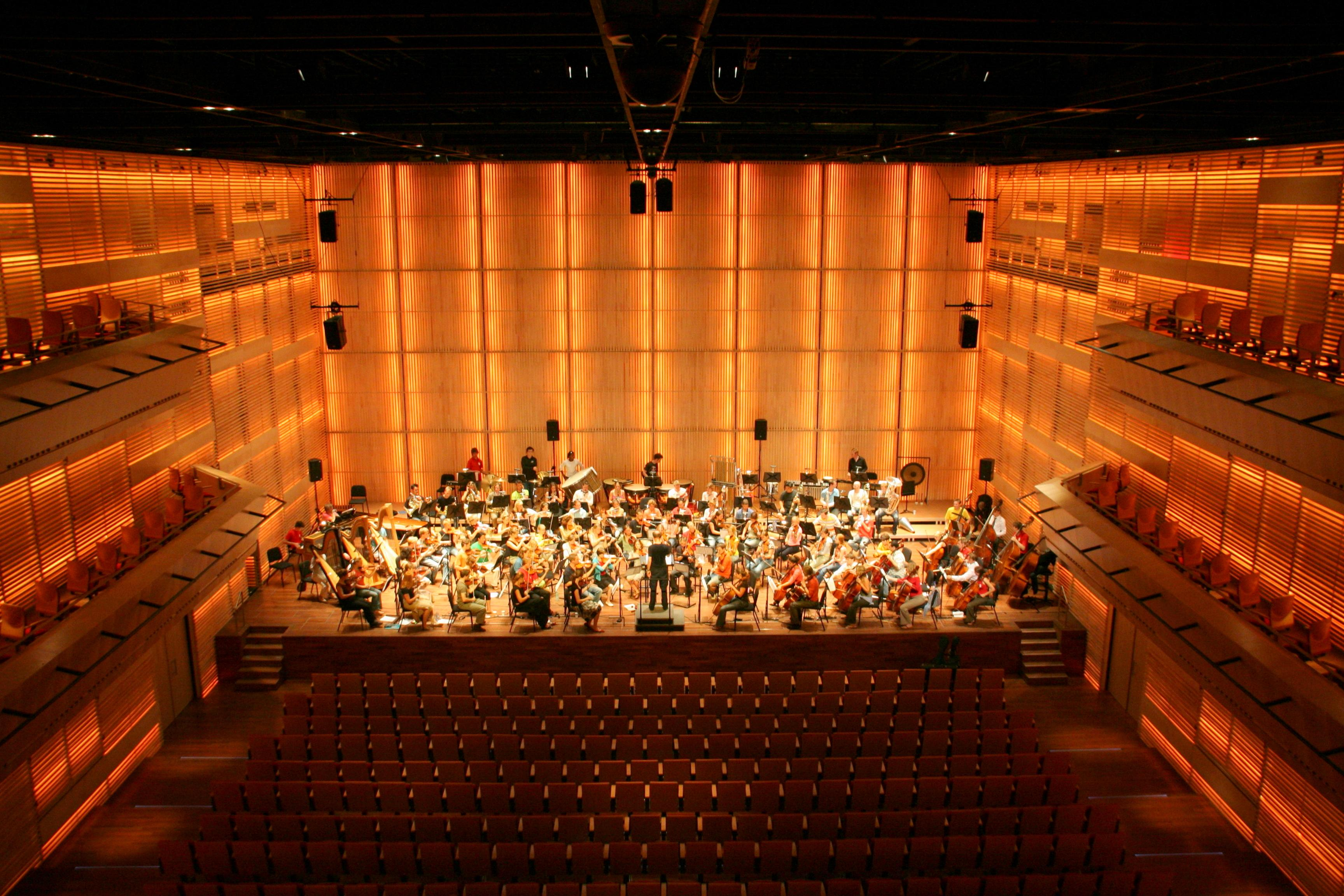
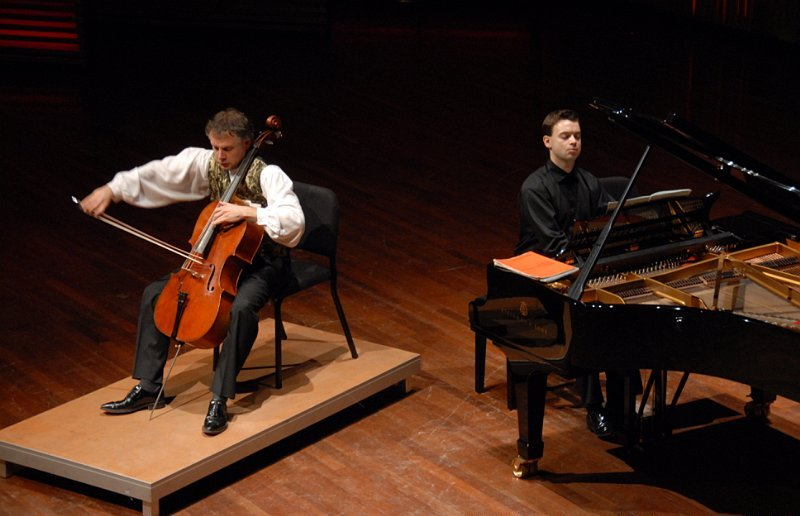
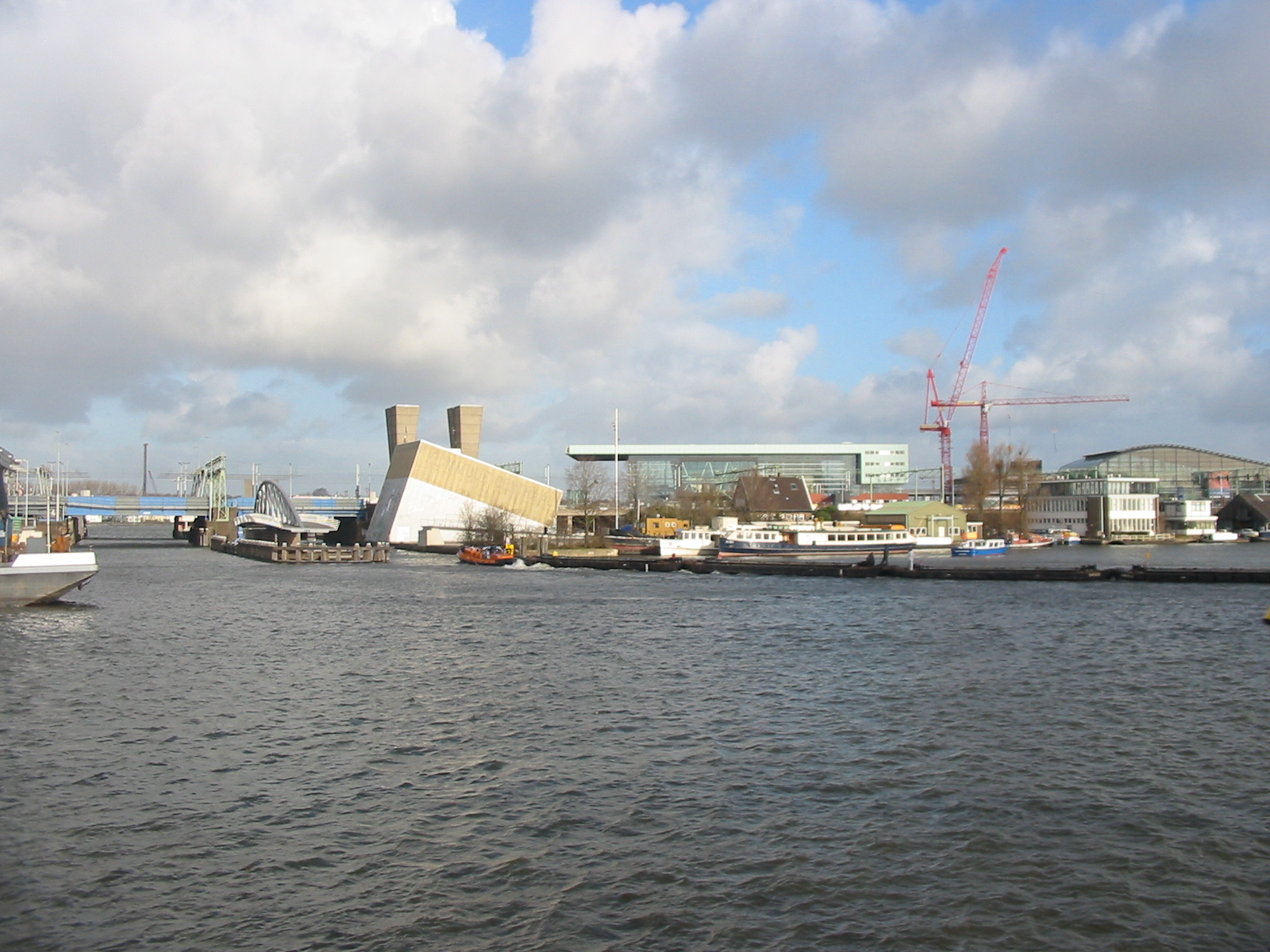